# Blackburne (krater)
För andra betydelser, se Blackburne.
Blackburne är en nedslagskrater med en diameter på 30 kilometer, på planeten Venus. Blackburne har fått sitt namn efter den brittiska biologen Anna Blackburne.